# Конвой № 3921
Конвой № 3921 — японський конвой часів Другої світової війни, проведення якого відбувалось у вересні — жовтні 1943 року.
Пунктом призначення конвою був атол Трук у центральній частині Каролінських островів, де ще до війни створили потужну базу японського ВМФ, з якої до лютого 1944 року провадились операції в цілому ряді архіпелагів. Вихідним пунктом став розташований у Токійській затоці порт Йокосука (саме звідси традиційно вирушала більшість конвоїв на Трук).
До складу конвою увійшли транспорти «Мікаге-Мару № 18», «Кікукава-Мару», «Хійосі-Мару», «Нанкай-Мару № 2», «Тайян-Мару» (Taian MarU) та ремонтне судно «Хаккай-Мару». Охорона складалась з кайбоканів (фрегатів) «Окі» та «Фукує», а також допоміжного мисливця за підводними човнами CHa-23, що слідував до нового місця служби у Океанії.
Загін вийшов із Йокосуки 21 вересня 1943 року, проте майже одразу зайшов до Татеями (ще один порт у Токійській затоці). Звідси він рушив вночі 22 вересня разом із тральщиком W-27, що до вечора 23 вересня забезпечував додатковий ескорт.
У якийсь момент «Нанкай-Мару № 2» з технічних причин мусило повернути назад (29 вересня воно вже було в Токіо, а в листопаді все-таки вирушило на Трук у конвої № 3101). Склад конвою змінювався і надалі, так, 27 вересня із Сайпану (Маріанські острови) вийшов транспорт «Ямакуні-Мару» (500 GRT), охорону якого забезпечували переобладнаний мисливець за підводними човнами «Кійо-Мару № 10» (Kyo Maru No. 10) та переобладнаний тральщик «Секі-Мару № 3». Уночі 28 вересня «Ямакуні-Мару» приєднався до конвою, тоді як його охорона повела на Сайпан «Тайян-Мару». Утім, за сім годин по тому менш ніж за 20 км від Сайпану американський підводний човен USS Gudgeon торпедував та потопив «Тайян-Мару».
Інші судна конвою 1 жовтня 1943 року успішно прибули на Трук.